# Catops fuscus
Catops fuscus é uma espécie de insetos coleópteros polífagos pertencente à família Leiodidae.
A autoridade científica da espécie é Panzer, tendo sido descrita no ano de 1794.
Trata-se de uma espécie presente no território português.